# Perga brevitarsis
Perga brevitarsis – gatunek błonkówki z rodziny Pergidae.

## Taksonomia
Gatunek ten został opisany w 1919 roku przez Francisa Morice’a. Jako miejsce typowe podano okolice Rzeki Łabędza w stanie Australia Zachodnia. Holotypem była samica.

## Zasięg występowania
Australia. Występuje w płd.- zach. części kraju, w stanach Australia Południowa i Australia Zachodnia.